# Morbid Angel
Morbid Angel američki je death metal-sastav iz Tampe osnovan 1983. godine. Skupinu je osnovao gitarist Trey Azagthoth koji je jedini preostali izvorni član. Do 2017. godine Morbid Angel objavio je devet studijkih albuma. U tekstovima obrađuje teme sotonizma, okultizma i mitologije bliskog istoka. Jedan je od najpopularnijih sastava u žanru death metala. Prva tri albuma Altars of Madness, Blessed Are the Sick i Covenant smatraju se klasicima žanra. Do 2003. sastav je prodao 445.000 albuma, a album Covenant objavljen 1993. godine bio je treći najprodavaniji album u žanru death metala na početku razdoblja Soundscana.

## Povijest

### Osnivanje sastava i prve godine (1983. – 1987.)
Skupinu Morbid Angel osnovao je gitarist Trey Azagthoth 1983. godine pod imenom Ice. Iste godine sastav je promijenio ime u Heretic, a 1984. u Morbid Angel. Godine 1985. sastavu se pridružio pjevač Kenny Bamber. Godine 1986. sastavu se pridružio Michael Manson. Godine 1986. sastav objavljuje demoalbum Bleed for the Devil snimljen s gitaristom Richardom Brunellom, basistom Johnom Ortegom i bubnjarom i pjevačem Mikeom Browningom. Iste godine objavljen je i demo-uradak Total Hideous Death. Godine 1987. objavljena su dva demoalbuma, Scream Forth Blasphemies i Thy Kingdom Come.

### Prvi studijski albumi (1989. – 1991.)
Godine 1988. sastavu su se pridružili bubnjar Pete Sandoval i basist i pjevač David Vincent. S Vincentom i Sandovalom sastav snima prvi studijski album Altars of Madness, koji je objavljen 12. svibnja 1989. Album se smatra klasikom žanra death metala i jednim od prvih death metal albuma uz albume Scream Bloody Gore sastava Death i Seven Churches sastava Possessed. Godine 1991. objavljen je drugi studijski album Blessed Are the Sick. Omot čini slika belgijskog slikara Jeana Delvillea "Les Tresors De Satan" iz 1895. godine. Iste godine sastav objavljuje demoalbum Abominations of Desolation koji je snimljen 1986. godine.

### CovenantiDomination(1993. – 1995.)
Godine 1993. objavljen je jedan od najpopularnijih albuma sastava, Covenant. Jedan je od najpopularnijih albuma u žanru death metala. Album je bio treći najprodavaniji album žanra na početku razdoblja Soundscana. Do 2003. godine prodan je u 150.000 primjeraka u SAD-u. Godine 2017. časopis Rolling Stone nazvao ga je 75. najboljim metal albumom. Godine 1995. sastav objavljuje četvrti studijski album, Domination.

### Razdoblje sa Steveom Tuckerom (1996. – 2003.)
Godine 1996. Vincent napušta sastav. Sastavu se pridružio Steve Tucker. Peti studijski album Formulas Fatal to the Flesh objavljen je 1998. godine. Godine 2000. i 2003. Tucker je kratko izbivao iz Morbid Angela, a sastavu se pridružio Jared Anderson iz Hate Eternala. Jared je umro u snu 2006. godine. Godine 2000. i 2003. sastav objavljuje još dva albuma s Tuckerom – Gateways to Annihilation i Heretic.

### Vincentov povratak (2004. – 2015.)
Godine 2004. Tucker opet napušta Morbid Angel, a Vincent se vraća u sastav. Godine 2011. sastav objavljuje osmi studijski album Illud Divinum Insanus. Prvi je album sastava bez bubnjara Petea Sandovala koji nije mogao sudjelovati u snimanju. Zamijenio ga je Tim Yeung. Godine 2013. Pete Sandoval napustio je Morbid Angel jer se obratio na kršćanstvo. Godine 2015. Vincent također napušta sastav.

### Danas (2015. – danas)
Godine 2015. Steve Tucker još jednom se vraća u skupinu. Godine 2017. sastav objavljuje deveti studijski album Kingdoms Disdained. Iste godine sastavu se pridružuju bubnjar Scott Fuller i gitarist Dan Vadim Von.

## Članovi sastava
Trenutna postava
- Trey Azagthoth – gitara, klavijature (1984. – danas)
- Steve Tucker – vokali, bas-gitara (1997. – 2001., 2003. – 2004., 2015. – danas)
- Dan Vadim Von – gitara (2017. – danas)
- Scott Fuller – bubnjevi (2017. – danas)

Bivši članovi
- Mike Browning – bubnjevi, vokali (1984. – 1986.)
- Terri Samuels – vokali (1984.)
- Dallas Ward – vokali, bas-gitara (1984. – 1985.)
- John Ortega – bas-gitara (1985. – 1986.)
- Richard Brunelle – gitara (1985. – 1992.) (umro 2019.)
- Kenny Bamber – vokali (1985.)
- Sterling Scarborough – bas-gitara (1986.) (umro 2006.)
- Wayne Hartsell – bubnjevi (1986. – 1988.)
- Michael Manson – vokali (1986.)
- David Vincent – vokali, bas-gitara (1986. – 1996., 2004. – 2015.)
- Pete Sandoval – bubnjevi (1988. – 2013.)
- Erik Rutan – gitara (1993. – 1996., 1999. – 2002.)
- Jared Anderson – vokali, bas-gitara (2001. – 2002.) (umro 2006.)
- Thor Anders Myhren – gitara (2008. – 2015)
- Tim Yeung – bubnjevi (2013. – 2015.)

## Diskografija

### Studijski albumi
- Altars of Madness (1989.)
- Blessed Are the Sick (1991.)
- Covenant (1993.)
- Domination (1995.)
- Formulas Fatal to the Flesh (1998.)
- Gateways to Annihilation (2000.)
- Heretic (2003.)
- Illud Divinum Insanus (2011.)
- Kingdoms Disdained (2017.)

### EP-ovi
- Laibach Remixes (1994.)

### Demoalbumi
- Bleed for the Devil (1986.)
- Total Hideous Death (1986.)
- Scream Forth Blasphemies (1987.)
- Thy Kingdom Come (1987.)
- Abominations of Desolation (1991.) (snimanjen u 1986. godine)

### Koncertni albumi
- Entangled in Chaos (1996.)
- Juvenilia (2015.)

### Kompilacije
- Love of Lava (1999.)
- Earache Death Metal Packs (2008.)
- Illud Divinum Insanus - The Remixes (2012.)
- The Best of Morbid Angel (2016.)